# ميلانو تورينو (فرقة)
ميلانو تورينو هي فرقة غنائية جزائرية تأسست عام 1998. حققت الفرقة نجاحاً كبيراً في الجزائر من خلال أغنيتهم لالجيري بلادي ساكنة في قلبي. أعضائها هم لطفي وفوزي إلى جانب التوأم فادو وجزيم. اشتق اسم هذه الفرقة الغنائية من أقوى فريقين إيطاليين هما ميلان أسي وجوفنتوس.

## عناوين الألبومات
- يا اللي تعشق لعب الكرة.
- لياسما ميلانو.
- لياسما أولاد البهجة.
- لالجيري بلادي ساكنة في قلبي.